# Hyles effuscata
Hyles effuscata är en fjärilsart som beskrevs av Wladasch. 1939. Hyles effuscata ingår i släktet Hyles och familjen svärmare. Inga underarter finns listade i Catalogue of Life.